# وكالة الأنباء العمانية
وكالة الأنباء العمانية (أونا)؛ وتعرف اختصار بـ «العمانية» هي وكالة الأنباء الرسمية في سلطنة عمان.

## نشأة الوكالة وتطورها
تأسست وكالة الأنباء العمانية بموجب المرسوم السلطاني رقم 39/86 الصادر في 29/5/1986م.
وفي 25 يونيو 1997م أنشئت مؤسسة عمان للصحافة والأنباء والنشر والإعلان بموجب المرسوم السلطاني رقم 43/97، وأصبحت وكالة الأنباء العمانية بموجب هذا المرسوم إحدى وحدات المؤسسة حتى صدور المرسوم السلطاني رقم 75/2006 الذي قضى بنقل وكالة الأنباء العمانية إلى وزارة الإعلام اعتبارا من 16 يوليو 2006 على أن تتبع وزير الإعلام.
وللوكالة مدير عام ورئيس تحرير يشرف على عملها وتنفيذ أهدافها ومهامها.

## أهداف الوكالة
وكالة الأنباء العمانية هي المصدر الرسمي للأنباء التي تنشرها في السلطنة أو في الخارج كما أنها المصدر الرئيسي للأنباء غير الرسمية التي تذاع عن سلطنة عمان في الداخل أو الخارج.
وقد استطاعت الوكالة القيام بدورها بكفاءة محليا وخارجيا كما أنها تقوم بعمليات تطوير متصلة لأدائها وذلك تحقيقا للأهداف التالية:-
- المساهمة في تكوين المواطن العماني المستنير عن طريق إحاطته وتوعيته بمجريات الأمور في المجتمعين المحلي والدولي.
- نشر الأنباء الدقيقة الواضحة على المستويين المحلي والدولي عبر شبكتها المحلية والدولية.

وقد أعطيت الوكالة كافة الصلاحيات اللازمة لتحقيق أهدافها وبصفة خاصة:
- جمع الأنباء الخارجية والداخلية من مختلف المصادر وإعادة نشرها وتوزيعها محليا وعالميا وفق أولوياتها وإمكانياتها.
- تحليل الأنباء والمعلومات وإعداد التعليقات والدراسات اللازمة بما يهم الرأي العام المحلي والعالمي وإصدارها وتوزيعها بشتى الوسائل.
- تصوير الأحداث المحلية والعالمية وإعدادها للتوزيع محليا وخارجيا بأسرع وسيلة ممكنة لضمان وصولها في الوقت المناسب.
- تبادل وتسويق ونقل الخدمات التي تقوم بها الوكالة مع أجهزة الإعلام المحلية والعالمية وذلك عن طريق عقد اتفاقيات معها.
- القيام بالتحقيقات الصحفية لتغطية الموضوعات التي تهم الرأي العام المحلي والعالمي وإصدارها وتوزيعها.
- إصدار النشرات النوعية.

## البث
تبدأ ساعات البث اليومي لوكالة الأنباء العمانية من الساعة الثامنة والنصف صباحا وحتى الساعة الواحدة من صباح اليوم التالي وطوال أيام الأسبوع، وفي المناسبات الوطنية والأحداث الهامة يستمر البث لما بعد ذلك أو قد يتم بدء البث مبكرا عن موعده المحدد. ويتم بث الوكالة عبر دوائر تلغرافية محلية ودولية تربط المركز الرئيسي للوكالة مع الشركة العمانية للاتصالات، ويتم البث باللغتين العربية والإنجليزية باستخدام أجهزة الحاسب الآلي وبرنامج «مدير الأخبار: News-Manager»، وتتم عمليات التحرير والبث وفق التقنيات الحديثة المعروفة في هذا المجال.

## التوزيع والتعاون الثنائي
تقوم وكالة الأنباء العمانية بتوزيع نشرتها اليومية إلى مشتركيها المحليين في السلطنة عبر خطوط مباشرة مع كافة وكالات أنباء دول مجلس التعاون لدول الخليج العربية، إضافة إلى عدد من وكالات الأنباء العربية والأجنبية، كما ترتبط الوكالة بعدة اتفاقيات ثنائية للتعاون وتبادل الأخبار والصور الضوئية مع عدد من وكالات الأنباء العربية والأجنبية.
إضافة إلى ذلك فإن وكالة الأنباء العمانية عضو في اتحاد وكالات الأنباء العربية (فانا) وفي منظمة وكالات أنباء آسيا والباسفيك (أوانا) وعضو مؤسس في وكالة نبض آسيا (آسيا بلس)، علاوة على أنها تشارك في الاجتماعات السنوية لوكالات أنباء دول مجلس التعاون لدول الخليج العربية وبعض الاجتماعات والمؤتمرات لوكالات الأنباء.

## نشاطات أخرى
إلى جانب المهام العديدة التي تقوم بها وكالة الأنباء العمانية في مجال بث وتوزيع الأخبار والتقارير والصور لمشتركيها، فإنها تقوم كذلك بإعداد نشرة إخبارية يومية خاصة تشمل أهم وأبرز التطورات في العالم.

## المراسلون في الداخل والخارج
مع تطور دور وأنشطة وكالة الأنباء العمانية، وفي ظل التطورات التنموية العديدة والمتواصلة على امتداد الأرض العمانية، فأنه أصبح للوكالة مراسلون في مختلف ولايات ومناطق السلطنة، كما يوجد للوكالة مراسلون في العديد من العواصم الخليجية مثل ابو ظبيوالدوحةوالرياضوالكويتوالمنامة والعربية الاخرى والأجنبية، وهو ما يوفر للوكالة تغطية سريعة وعميقة لمختلف التطورات وبشكل جعل منها صرحا إعلاميا مميزا في خدمة الإعلام العماني في الداخل والخارج.

## وصلات خارجية
- موقع وكالة الأنباء العمانية